# Earl of Leitrim

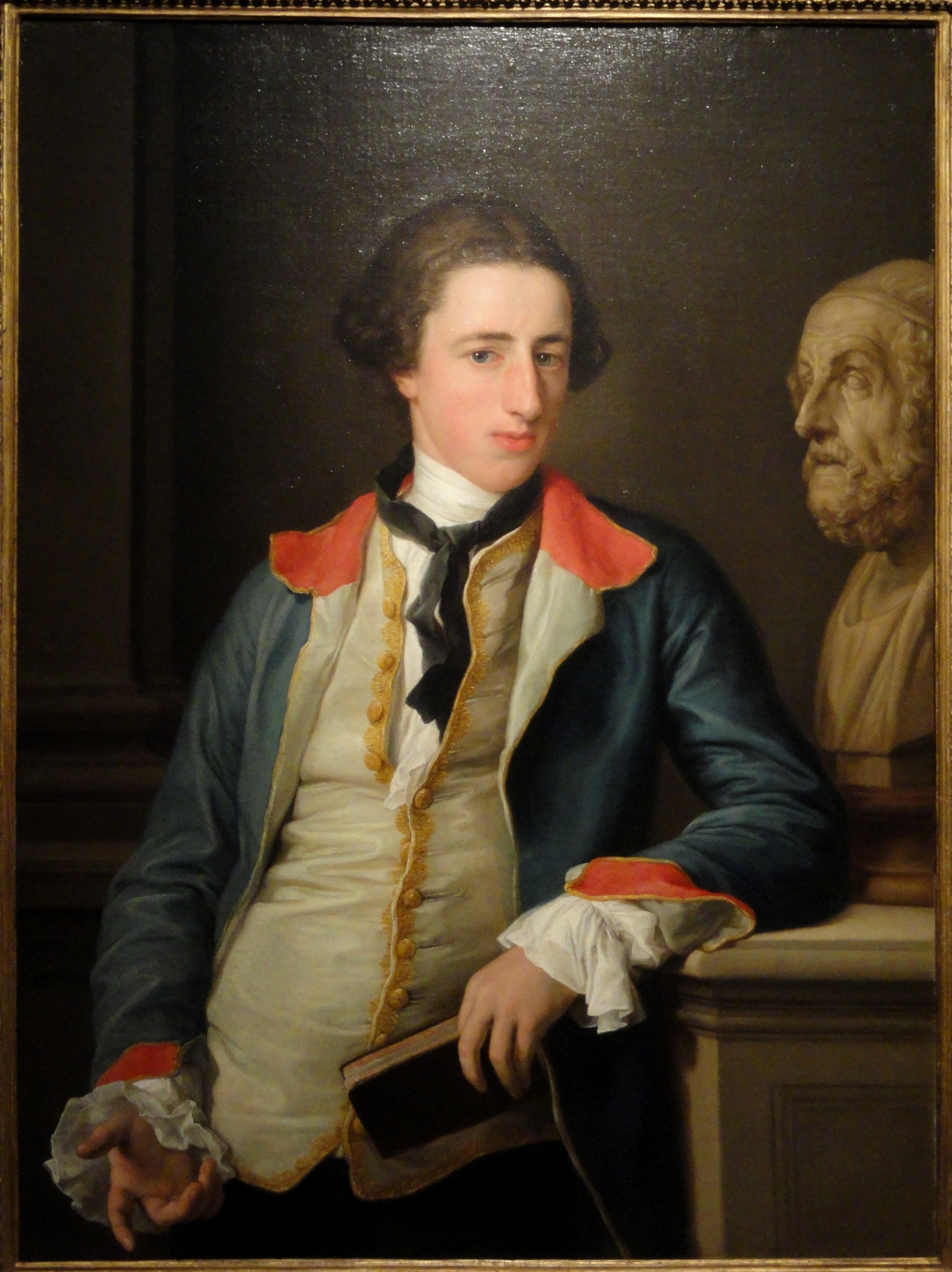
Robert Clements, 1. Earl of Leitrim

Earl of Leitrim war ein britischer erblicher Adelstitel in der Peerage of Ireland.
Familiensitz der Earls war Lough Rynn Castle bei Mohill im County Leitrim in Irland.

## Verleihung und nachgeordnete Titel
Der Titel wurde am 6. Oktober 1795 für Robert Clements, 1. Viscount Leitrim, geschaffen. Dieser war, ebenfalls in der Peerage of Ireland, bereits am 11. Oktober 1783 zum Baron Leitrim, of Manor Hamilton in the County of Leitrim, sowie am 20. Dezember 1793 zum Viscount Leitrim erhoben worden.
Sein Sohn, der 2. Earl, wurde am 20. Juni 1831 in der Peerage of the United Kingdom zudem zum Baron Clements, of Kilmacrenan in the County of Donegal, erhoben.
Alle vier Titel erloschen schließlich am 9. Juni 1952 beim kinderlosen Tod von dessen Urenkel, dem 5. Earl.

## Liste der Earls of Leitrim (1795)
- Robert Clements, 1. Earl of Leitrim (1732–1804)
- Nathaniel Clements, 2. Earl of Leitrim (1768–1854)
- William Clements, 3. Earl of Leitrim (1806–1878)
- Robert Clements, 4. Earl of Leitrim (1847–1892)
- Charles Clements, 5. Earl of Leitrim (1879–1952)